# کلاته زمان (شیروان)
کلاته زمان روستایی از توابع بخش قوشخانه شهرستان شیروان در استان خراسان شمالی ایران است. طبق سرشماری عمومی نفوس و مسکن در سال ۱۳۹۵، این روستا ۴۳ خانوار جمعیت دارد.

## تاریخچه روستا
این روستا در قدیم توسط سه برادر به نام‌های امان‌الله وحاجی‌ ببو وحاجی‌ آزاد که بزرگان و خان روستا و مناطق اطراف بوده‌اند به پشتوانه قدرت اقتصادی و نظامی اداره می‌شد.روستای زیبا

## پروژه های عمرانی روستا
این روستا نیز مانند بیشتر روستا های خراسان شمالی از نعمت آب و برق وگاز برخوردار است.اما همچنان کمبودهایی نیز دارد که شامل خانه بهداشت وپارک و... می باشد.

## اقتصاد روستا
اقتصاد روستا بیشتر بر پایه  کشاورزی  و دامداری می باشد،و دامداری در روستا به شکل  عشایری و به صورت کوچ رو می باشد.

## امکانات روستا
روستا دارای مدرسه ای نوساخت می باشد ،که نیاز دانش آموزان از جهت آموزشی تقریبا رفع شده است ،اما کمبود های چون  خانه بهداشت و...می باشد.